# Eugen Schroth

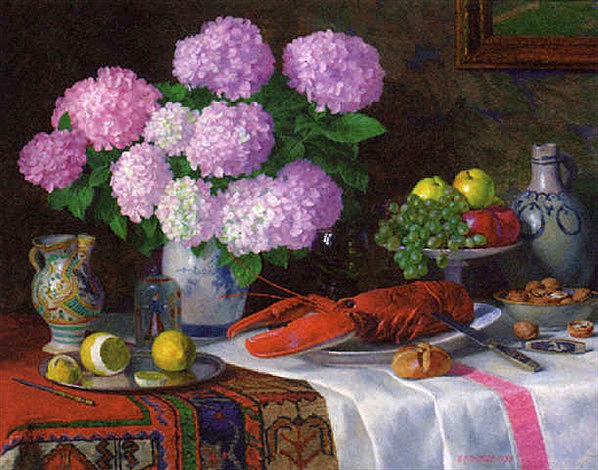
Stillleben

Eugen Schroth (* 13. Oktober 1862 in Wien; † 5. November 1945 ebenda) war ein österreichischer Zeichenlehrer sowie Genre-, Landschafts- und Historienmaler.
Eugen Schroth entstammte einer Künstlerfamilie. Sein Vater Alexander Schroth (1828–1899), sein Großvater Johann Baptist Schroth (1789–1857) und sein Großonkel Jacob Schroth (1773–1831) sowie sein Urgroßvater Johann Friedrich Schroth (1736–1803) waren Bildhauer und Gipsformer. Seine Brüder Max (* 1853) und Moriz (1853–1937) waren als Gipsformer tätig.
Nach der Realschule besuchte Eugen Schroth 1877/78 und 1878/79 die Kunstgewerbeschule des österreichischen Museums für Kunst und Industrie und 1878/79 als Gasthörer die Akademie der bildenden Künste Wien. Vom 21. April 1884 bis 1887 studierte er an der Königlichen Akademie der Künste in München. Nach dem Studium ließ er sich als freischaffender Künstler in Wien nieder. Ab 1893 unterrichtete Schroth an verschiedenen Schulen als Supplent und Assistent das Freihandzeichnen. 1906 legte er die Lehramtsprüfung ab. Er gründete die Gewerbliche Fortbildungsschule für Mechaniker in Wien, die er bis 1927 leitete. 1929 erhielt er den Ehrentitel eines Regierungsrats. Schroth war Obmann des Wiener Zeichenlehrervereins.
Nach seiner Pensionierung im Jahre 1923 schuf er Genre- und Tierbilder sowie Landschaften von Kärnten, der Wachau und von Gmünd. Er nahm an Ausstellungen im Künstlerhaus Wien und im Hagenbund teil.
Verheiratet war er mit der Schriftstellerin und Malerin Albine Schroth (1862–1928).